# Гаити на Паралимпийских играх
Гаити на Паралимпийских играх впервые приняли участие в 2008 году на летних Играх в Пекине и затем участвовали во всех следующих летних Играх. На зимних Играх Гаити участия пока не принимали. Медалей на Играх спортсмены Гаити пока не завоевали.